# Lilla Sipos
Lilla Sipos (* 14. Juli 1992 in Mosonmagyaróvár) ist eine ungarische Fußballspielerin.

## Karriere

### Vereine
Nach Stationen bei den Frauenmannschaften der Vereine Győri ETO FC und Ferencváros Budapest unterschrieb sie zur Saison 2010/11 einen Vertrag bei Viktória FC-Szombathely. Dort gewann sie in ihrem ersten Jahr den Ungarischen Fußballpokal, sowie die Vizemeisterschaft der ersten ungarischen Liga. Nach einer Saison bei wechselte sie am 10. November 2011 von Viktória FC-Szombathely zum Ligarivalen Astra HFC. Nachdem sie 16 Tore in 16 Spiele für Astra erzielt hatte, wechselte sie bereits ein halbes Jahr später zu Fészek Csempebolt NFK. Sipos folgte im Sommer 2013 folgte sie dem Lockruf des österreichischen Top-Club's FC Südburgenland. Nachdem sie in der Saison 2013/2014 in 9 Spielen, 8 Tore erzielte, verließ sie Südburgenland und wechselte in die italienische Serie A zum ASD CF Bardolino. Seit 2015 spielt sie für den FSK St. Pölten, der 2016 in den SKN St. Pölten eingegliedert wurde.

### Nationalmannschaft
Sipos absolvierte 20 Spiele für die U-17-Mannschaft ihres Landes, sowie weitere 16 Spiele für die U-19-Auswahl. Ihr Debüt für die A-Nationalmannschaft Ungarns gab sie am 2. September 2009 bei einem 8:1-Sieg gegen die Auswahl Serbiens, bei dem sie gleich ihr erstes Tor erzielte. 2012 war sie Teil ihrer Mannschaft beim Algarve-Cup in Portugal. Dort absolvierte sie alle vier Spiele ihres Teams und schoss ein Tor.

## Erfolge
- Vizemeister 2010/11
- Ungarische Pokalsiegerin 2011